# Brynn Thayer
Brynn Thayer (Dallas, 4 ottobre 1949) è un'attrice statunitense, attiva principalmente in serie televisive.

## Biografia
Thayer è nata a North Dallas, in Texas, figlia di Margery (nata Schwartz) e William Paul Thayer, ex Ufficiale di Marina che è stato vice segretario alla Difesa (1983-84) nell'amministrazione Reagan.   Studia recitazione alla scuola di recitazione di Beverly Hills Playhouse.
Thayer ha co-fondato l'organizzazione di beneficenza ZazAngels con l'attore Michael Zaslow e sua moglie, Susan Hufford, per raccogliere fondi per la ricerca sulla sclerosi laterale amiotrofica (SLA o malattia di Lou Gehrig). Zaslow morì di SLA il 6 dicembre 1998.

## Carriera
Dal 1978 al 1986, ha interpretato Jenny Wolek nella soap opera della ABC, One Life to Live. Thayer ha assunto il ruolo nell'agosto 1978 in mezzo a una disputa contrattuale tra Katherine Glass e la ABC Daytime.  Per il suo ruolo nello show, è stata nominata per un Daytime Emmy Award come miglior attrice non protagonista in una serie drammatica nel 1983, e Soap Opera Digest Award come miglior attrice protagonista in un dramma diurno nel 1986.
Nel 1986, Thayer lasciò la soap e iniziò una carriera nella televisione in prima serata. Ha recitato in due film TV per la CBS: TV 101 (1988-1989) e Island Son (1989-1990). Nel 1992 entra nel cast fisso della serie Matlock, della ABC, in cui interpreta la figlia dell'avvocato, Leanne MacIntyre. È stata in precedenza una guest star nell'episodio del 1991 "The Suspect". 
Dal 1997 al 1998, ha avuto un ruolo regolare nella Pensacola: Wings of Gold. Ha recitato in numerosi spettacoli televisivi, tra cui Moonlighting, La signora in giallo, 7th Heaven, Un detective in corsia, JAG, Cold Case, Senza traccia, Castle e How to Get Away with Murder. Ha avuto un ruolo ricorrente in General Hospital nel ruolo di Kylie Quinlan nel 1994.
Thayer ha recitato anche in alcuni film: Hero and the Terror (1988) e Murder in Mexico: The Bruce Beresford-Redman Story (2015).

## Filmografia

### Televisione
- Matlock - serie TV, 37 episodi (1991-1994)
- Cold Case - Delitti irrisolti (Cold Case) – serie TV, episodio 3x08 (2005)
- Castle - serie TV, episodio 8x07 (2015)

## Doppiatrici italiane
Nelle versioni in italiano delle opere in cui ha recitato, Brynn Thayer è stata doppiata da:
- Aurora Cancian in Cold Case - Delitti irrisolti
- Liliana Sorrentino in Senza traccia
- Marina Tagliaferri in Castle